# 羅城門
34°58′45.70″N 135°44′33.40″E / 34.9793611°N 135.7426111°E

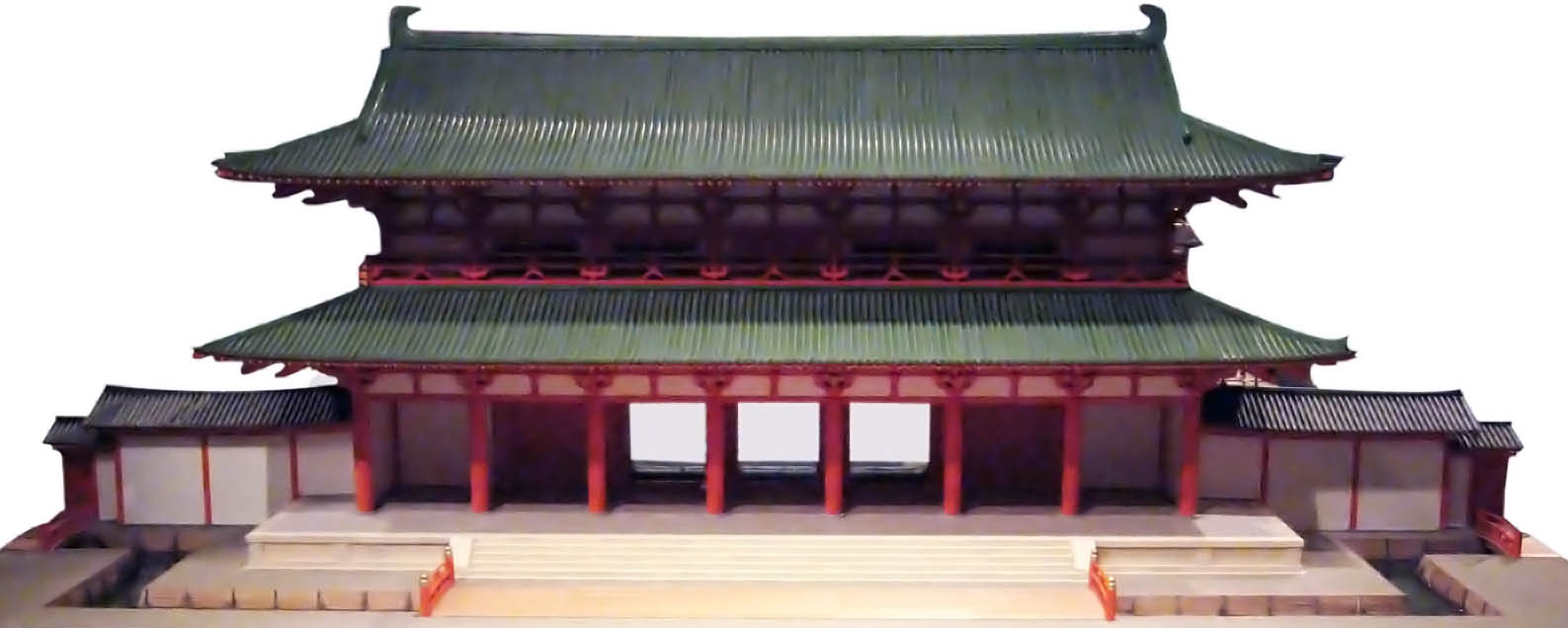
羅城門復原模型（京都文化博物館）

羅城門是位於南北貫串日本古代平城京及平安京棋盤狀都市中央的朱雀大路的最南端的大門。與最北端的朱雀門遙遙相對。羅城門的東、西有東寺、西寺，現在僅存東寺。

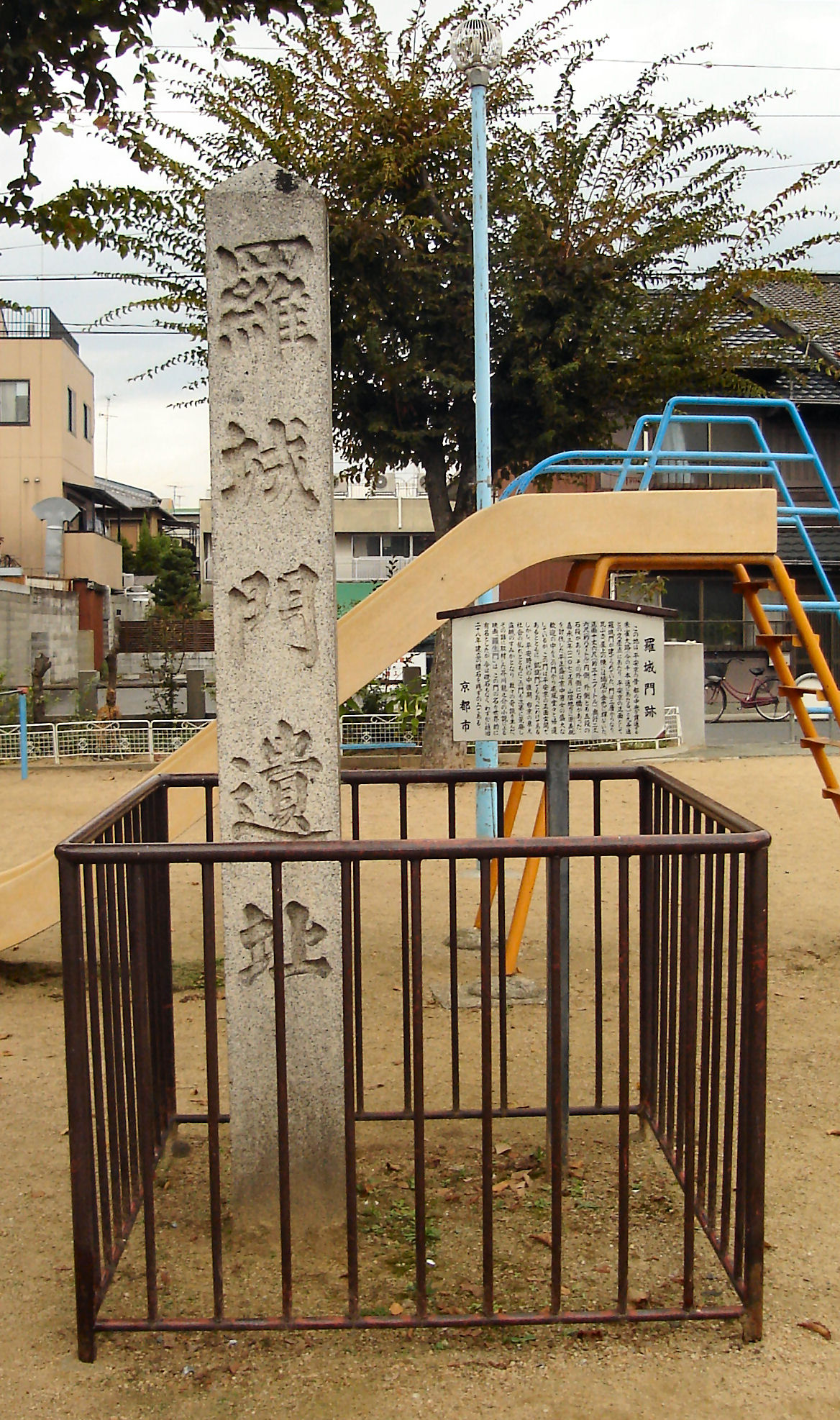
羅城門址
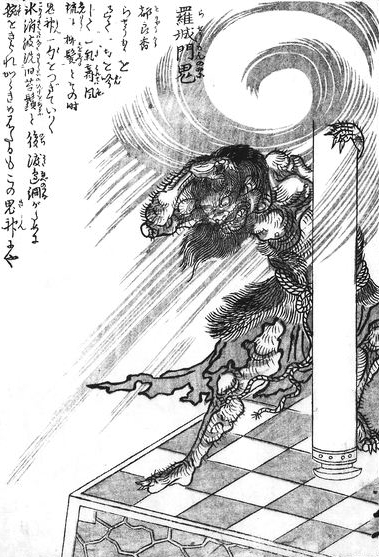
羅城門之鬼 鳥山石燕『今昔百鬼拾遺』

## 外部連結
- "羅城門" - 搜索 Google 圖書